# Център за ранна рехабилитация на деца с увреден слух
Центърът за ранна рехабилитация на деца с увреден слух (ЦРРДУС) е основан през 1975 г. и има над 40-годишна практика в рехабилитацията на слуха и говора при деца с увреден слух. Това е единственият център в България, извършващ тази специализирана дейност.
ЦРРДУС е финансиран от Съюза на глухите в България и посещението му е безплатно. В София и Стара Загора е безплатно и посещението в яслата, тъй като се поема от общините. Ежегодно се рехабилитират 30-40 деца с увреден слух от 1 до 3-годишна възраст.

## Дейност
Работата в ЦРРДУС протича в няколко основни направления:
- Провежда се слухово-речевата рехабилитация на деца до тригодишна възраст в условията на интегрирано обучение. Съвместните занятия, игри и празници с чуващите деца стимулират развитието на тяхната реч, социализират и изграждат потребност от говорно общуване.
- Учебният процес се провежда по програма, която освен самите деца включва и техните родители, като се осигурява необходимото им обучение, литература, консултации.
- Осигурява се постоянен лекарски контрол. Центърът е в постоянен контакт с УНГ-клиника на УМБАЛ „Царица Йоанна – ИСУЛ“, откъдето специалистите насочват децата към кабинетите на ЦРРДУС и осигуряват консултации при необходимост. В София кабинетът функционира като база за подготовка на сурдопедагози от Софийски университет „Св. Климент Охридски“ – катедра Дефектология. От 1997 г. ЦРРДУС става първото учебно заведение в България, което работи с деца с кохлеарни импланти.

## Клонове
Кабинетите за ранна рехабилитация на деца с увреден слух (КРРДУС) се помещават в масови ясли, като децата се интегрират в яслените групи.
| Заведение                      | Адрес                                                                                  |
| ------------------------------ | -------------------------------------------------------------------------------------- |
| Детска ясла „Иглика“ №11       | Варна 9009, кв. „Троешево“                                                             |
| Детска ясла „Щастливо детство” | Плевен 5800, ул. „Митрополит Климент” 4                                                |
| Детска ясла „Вълшебство“ №35   | София 1408, Ж.К. „Стрелбище“ на Столична община – район „Триадица“, ул. „Орехова гора“ |
| Детска ясла „Маргаритка“ №3    | Стара Загора 6000, ул. „Цар Симеон Велики“ No.248, кв. „Самара“                        |
| Районна организация на глухите | Хасково 6300, ул. „Мургаш“ No. 10                                                      |